# Tali e quali
Tali e quali è un programma televisivo italiano, spin-off del programma Tale e quale show, andato in onda dal 2019 al 2024 su Rai 1 con la conduzione di Carlo Conti. Come il programma madre anche questo è basato sul format di  Antena 3 Tu cara no me suena todavía.

## Il programma
Al termine dell'ottava edizione del torneo e dalla decima edizione alla dodicesima edizione, è stato prodotto uno spin-off dal titolo Tali e quali, in cui si esibiscono persone comuni (non professionisti e non facenti parte del mondo dello spettacolo) scelte tra coloro che hanno inviato alla redazione del programma i video amatoriali delle loro imitazioni durante le puntate dell'edizione appena terminata.

## Cast

### Conduzione
| Conduzione  | Edizioni | Edizioni | Edizioni | Edizioni | Totale |
| Conduzione  | 1ª       | 2ª       | 3ª       | 4ª       | Totale |
| ----------- | -------- | -------- | -------- | -------- | ------ |
| Carlo Conti |          |          |          |          | 4      |

### Giuria
| Giuria               | Edizioni | Edizioni | Edizioni | Edizioni | Totale |
| Giuria               | 1ª       | 2ª       | 3ª       | 4ª       | Totale |
| -------------------- | -------- | -------- | -------- | -------- | ------ |
| Loretta Goggi        |          |          |          |          | 4      |
| Giorgio Panariello   |          |          |          |          | 4      |
| Cristiano Malgioglio |          |          |          |          | 3      |
| Vincenzo Salemme     |          |          |          |          | 1      |

## Edizioni
| Edizione | Conduzione  | Periodo          | Periodo          | Puntate | Concorrenti | Giuria        | Giuria             | Giuria               | Vincitore           | Vincitore            | Sede | Regia              | Rete  | Studio televisivo                               | Ascolti        | Ascolti |
| Edizione | Conduzione  | Inizio           | Fine             | Puntate | Concorrenti | Giuria        | Giuria             | Giuria               | Concorrente         | Artista interpretato | Sede | Regia              | Rete  | Studio televisivo                               | Telespettatori | Share   |
| -------- | ----------- | ---------------- | ---------------- | ------- | ----------- | ------------- | ------------------ | -------------------- | ------------------- | -------------------- | ---- | ------------------ | ----- | ----------------------------------------------- | -------------- | ------- |
| 1ª       | Carlo Conti | 22 novembre 2019 | 22 novembre 2019 | 1       | 12          | Loretta Goggi | Giorgio Panariello | Vincenzo Salemme     | Veronica Perseo     | Lady Gaga            | Roma | Maurizio Pagnussat | Rai 1 | Studio 5 degli Studi televisivi Fabrizio Frizzi | 4 352 000      | 20,70%  |
| 2ª       | Carlo Conti | 8 gennaio 2022   | 12 febbraio 2022 | 4       | 42          | Loretta Goggi | Giorgio Panariello | Cristiano Malgioglio | Daniele Quartapelle | Renato Zero          | Roma | Maurizio Pagnussat | Rai 1 | Studio 5 degli Studi televisivi Fabrizio Frizzi | 3 844 000      | 18,20%  |
| 3ª       | Carlo Conti | 7 gennaio 2023   | 4 febbraio 2023  | 5       | 41          | Loretta Goggi | Giorgio Panariello | Cristiano Malgioglio | Roy Paladini        | Michael Jackson      | Roma | Maurizio Pagnussat | Rai 1 | Studio 5 degli Studi televisivi Fabrizio Frizzi | 3 499 000      | 20,51%  |
| 4ª       | Carlo Conti | 13 gennaio 2024  | 3 febbraio 2024  | 4       | 37          | Loretta Goggi | Giorgio Panariello | Cristiano Malgioglio | Francesca La Colla  | Adele                | Roma | Maurizio Pagnussat | Rai 1 | Studio 5 degli Studi televisivi Fabrizio Frizzi | 2 895 000      | 17,41%  |